# Pennaraptora

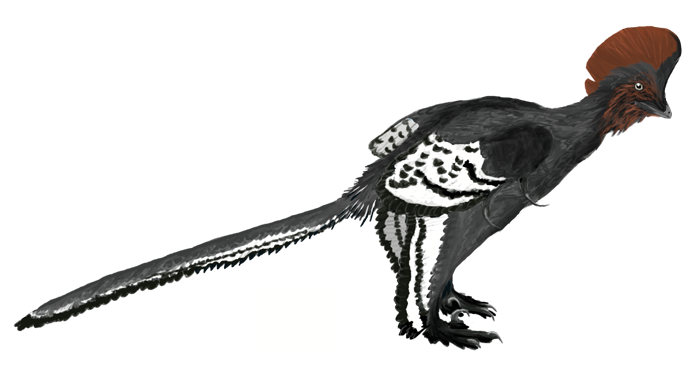
Anchiornis – nejstarší známý zástupce kladu.

Pennaraptora („opeření lupiči“) je velký klad, tedy vývojová skupina, célurosaurních teropodních dinosaurů z kladů Maniraptoriformes a Maniraptora. Spadají sem také všichni vyhynulí i současní ptáci.

## Evoluce
První dnes známí zástupci tohoto kladu se objevili v období střední jury (asi před 165 miliony let) a v podobě ptáků přežívají do geologické současnosti. Některé výzkumy naznačují, že společný předek tohoto kladu byl opeřeným tvorem, žijícím pravděpodobně skanzoriálně (na stromech) a možná byl schopný klouzavého (nikoliv ale aktivního) letu.

## Klasifikace

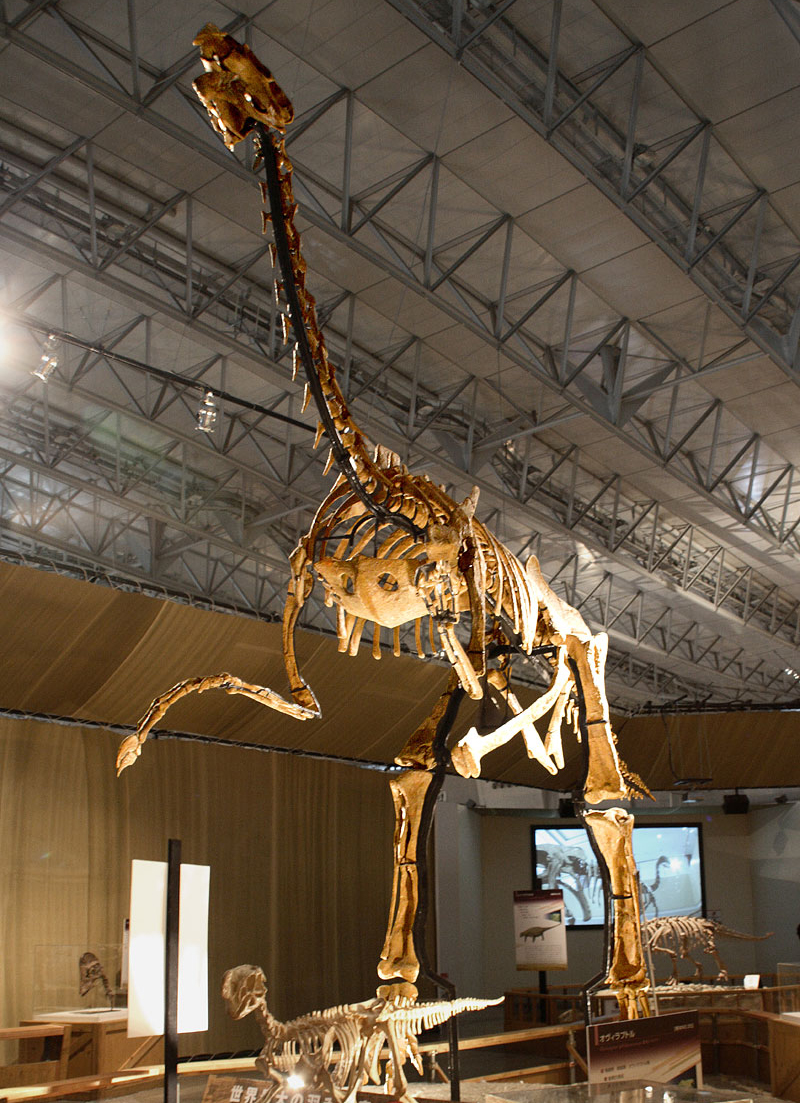
Gigantoraptor, obří zástupce kladu.

Klad definoval v roce 2014 německý badatel Christian Foth, který jím označil skupinu, zahrnující klady Oviraptorosauria a Paraves. Přesná definice kladu zní: „nejmladší společný předek druhů Oviraptor philoceratops, Deinonychus antirrhopus a Passer domesticus a všichni jejich vývojoví potomci.“ Mezi nejstarší známé zástupce této skupiny patří druh Anchiornis huxley, který žil v době před 160 miliony let na území současné Číny. V roce 2001 byl stanoven klad „Aviremigia“, který má podobnou definici.

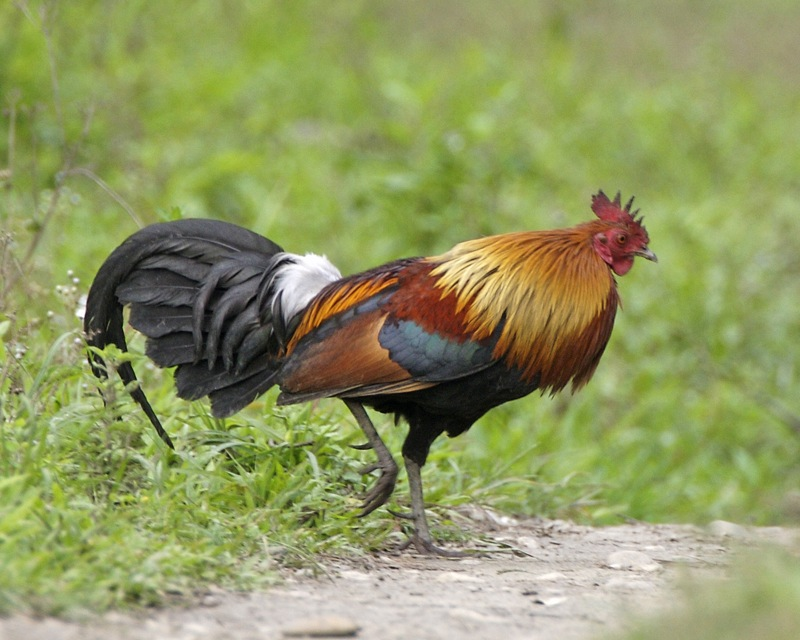
Samec kura bankivského, zástupce čeledi.